# بين أليوت
بين أليوت (بالإنجليزية: Ben Elliot)‏ هو شخصية أعمال بريطاني، ولد في 11 أغسطس 1975 في لندن في المملكة المتحدة.